# Kalle Blomkvist
Kalle Blomkvist är namnet på en bokserie som handlar om en tonårig fiktiv privatdetektiv med samma namn, skapad av Astrid Lindgren. Lindgren skrev tre böcker om Blomkvist och hans äventyr som utspelas i den fiktiva staden Lillköping. Tillsammans med sina vänner Eva-Lotta och Anders kämpar Kalle vänskapligt mot Sixten, Jonte och Benka om en märkligt formad sten kallad Stormumriken, men får också under sommarloven tillfälle att lösa några kriminalproblem. De tre böckerna har översatts till åtminstone 32 språk.

## Bakgrund och innehåll
Kalle Blomkvist är en ung tonårig amatördetektiv som gärna jämför sig med litteraturgestalter såsom Hercule Poirot och lord Peter Wimsey. Tillsammans med sina vänner Eva-Lotta och Anders bildar han riddarna av Vita Rosen, vilka med fienderna i Röda Rosen (Sixten, Jonte och Benka) strider om Stormumriken, en märkligt formad sten. Dock leder detta ofta till att de finner mystiska händelser under ytan av den idylliska småstaden Lillköping där de växer upp.
1937 blev Astrid Lindgren anställd som stenograf åt Harry Söderman, då docent i kriminologi vid Stockholms högskola. Genom arbetet åt honom fick Lindgren lära sig grunderna i kriminologi. Det tydligaste avtrycket av detta är kanske i den andra boken där Kalle med hjälp av ett kemiskt experiment kan visa att en chokladkaka har förgiftats med arsenik.
Till skillnad från ovan nämnda deckarkolleger, och för den delen även Ture Sventon och Agaton Sax, följer Kalle Blomkvist-böckerna Astrid Lindgrens trilogiprincip; hon vägrade långserier och skrev sällan fler än tre böcker på samma tema.

## Rollfigurer och platser

### Kalle Blomkvist
Kalle Blomkvist ser sig som kollega till deckarlitteraturens storheter: "Hercule Poirot, lord Peter Wimsey och undertecknad, ja, vi är fortfarande några stycken, som inte tänker tillåta, att kriminaliteten får ta överhand.". Kalle ligger gärna under päronträdet i trädgården och tänker sig att han har kriminologiska föreläsningar för en fiktiv men beundrande åhörare. I slutet av den första boken är han nästan mallig för att ha hjälpt till att få juveltjuvarna gripna, men när gubben Gren mördas i den andra boken kommer eftertanken: världen därute med sina gangstrar är alltför farlig för en 14-årig mästerdetektiv.[källa behövs]
Kalle är hjälten i böckerna: det är han som tar farbror Einars fingeravtryck, han som visar att Eva-Lottas choklad är förgiftad och det är han som likt en drakdödare förstör pontonflygplanet med en kniv.
Han bor på Storgatan 14 där hans pappa driver Viktor Blomkvists speceriaffär. I den första boken är han och hans vänner 13 år, i nästa 14 år och i den sista 15 år.

### Eva-Lotta Lisander
Granne med Blomkvistarna bor familjen Lisander: Eva-Lotta, hennes mamma Mia och hennes pappa. I den första boken har Lisanders en hemhjälp vid namn Frida. Bredvid själva boningshuset ligger bageriet där hennes pappa bakar wienerbröd och bullar och bakom huset finns en stor trädgård där de tre kompisarna ofta håller till. På bageriets vind ligger högkvarteret för Vita Rosen.
I den första boken Mästerdetektiven Blomkvist får läsaren veta att Kalle och Anders är vilt förälskade i henne – detta omnämns dock inte i de båda senare böckerna. Lindgren låter henne medverka i äventyren med samma rätt som de andra – om inte bättre; till skillnad från Anders och Kalle behöver Eva-Lotta inte hjälpa till hemma, vilket ger henne gott om tid att ägna sig åt äventyr. Litteraturvetaren Vivi Edström liknar henne vid en kvinnlig riddare av samma slag som Jeanne d'Arc eller en amason – det är hon som kan avslöja mördaren i den andra boken och hon låter sig bli kidnappad men hon är samtidigt en prinsessa: hon måste räddas från ön där kidnapparna håller henne fången, hon älskar småbarn och kattungar, brister ut i gråt och delar moderligt ut både bullar och chokladkakor.

### Anders Bengtsson
Anders bor med sina föräldrar och småsyskon i en enrumslägenhet ovanför sin pappas skomakarverkstad. Han sysselsätter sig gärna med sitt modellbygge, som han dock sällan får ha i fred. Av sin pappa får han ofta stryk och håller sig därför gärna hemifrån. Han drömmer om att bli lokförare. Anders är Vita Rosens ledare.

### Kampen mellan Vita och Röda Rosen
På sommarlovet leker Kalle, Anders och Eva-Lotta, riddare av Vita Rosen, i krig med Jonte (John), Benka (Bengt) och Sixten i Röda Rosen. Kampen i röda och vita rosen är en riddarlek inspirerad av 1400-talets Rosornas krig. Det är framför allt en kamp om deras motsvarighet till sagans Graal, Stormumriken, en till synes helt vanlig sten, förvisso vagt formad som en gubbe. Den grupp som inte har denna sten måste på alla sätt söka att hitta och erövra denna. Den grupp som har stenen i sin ägo ska genom kartor och svårtydbara meddelanden göra det möjligt för motståndarna att erövra den. Att striden bland annat utspelas vid slottsruinen utanför Lillköping är kanske ingen tillfällighet, men även på den stora allmänningen Prärien utanför Lillköping där man kan leka cowboys och indianer, de tre musketörerna, skjuta lejon eller jaga gangstrar.
Lindgren parafraserar en scen i Shakespeares pjäs Henrik VI del 1 när hon låter ett nytt utbrott i striderna förklaras med ett meddelande som avslutas med att "Nu är det strid mellan den Vita och den Röda Rosen och tusen sinom tusen själar skola gå in i döden och in i dödens natt". Det arkaiska språket återkommer på flera ställen, bland annat när de två grupperna ska förolämpa varandra. Men för säkerhets skull försäkrar också Lindgren att alla sex egentligen är de allra bästa vänner.
Litteraturvetaren Eva Löfgren menar att det finns två parallella handlingar i böckerna: dels lever barnen i en egen romantisk och idealiserad fantasivärld som liknar den medeltida riddarsagan med kriget mellan Röda och Vita Rosen som innehåller rollekar, hemliga uppdrag, skattjakter, dels en komedivärld med det idylliska livet i Lillköping med barnens föräldrar och den snälla konstapel Björk. I fantasivärlden råder ridderliga uppförandeideal och lojalitet inom gruppen, i skurkarnas komedivärld råder total hänsynslöshet. När den lilla staden hotas av skurkar som alltid kommer utifrån måste barnen ingripa i komedivärlden för att återställa riddarvärlden.
Flera arketypiska drag från riddarsagorna återfinns i böckerna: de två ledarna Anders och Sixten duellerar enligt alla konstens regler med sekundanter, val av vapen och tidtagning. De två gängen kämpar för att hitta en försvunnen skatt och Anders och Kalle har båda Eva-Lotta som sin hjärtas dam. Den sista boken avslutas med att Rasmus dubbas till riddare. En arketyp som återkommer på flera sätt är "fången i tornet" som måste befrias: Anders tillfångatas och förs till Jontes vindskammare, stugan där professor Rasmus hålls inspärrad, sportstugan på ön där de övriga hålls fångna samt slottsruinen där Kalle, Anders och Eva-Lotta blir inlåsta. En arketyp i den tredje boken är också "drakdödaren" när Kalle sticker sin kniv i flygplanets pontoner för att det inte ska kunna lyfta.
Den fiktiva riddarkampen kan också ses som en förövning till Lindgrens senare böcker Bröderna Lejonhjärta och Mio, min Mio, där de medeltida riddarsagorna kan blomma ut.

### Lillköping
Historien utspelar sig i den lilla staden Lillköping. Lindgren har fått sin inspiration från 1930- eller 1940-talets Vimmerby som precis som Lillköping endast hade två ordentliga gator, Storgatan och Lillgatan samt Stora Torget. Så liten den än må vara har den ändå en lösdrivande alkoholist, Fredrik med foten, samt en snäll poliskonstapel, konstapel Björk. I staden finns också en järnvägsstation, rådhus, polisstation, hotell, en träkyrka, kyrkogård, kiosk, bageri, järnaffär, speceriaffär, charkuteriaffärer, slakteri, skomakeri, garveri, ett vattentorn, ett utsiktstorn i Stadsparken, en tobaksaffär vid torget, en ortstidning samt en liten å. Utanför staden ligger allmänningen Prärien, ett sågverk samt en gammal slottsruin på en höjd.
Lillköpings enda avvikande moment Fredrik med foten kan kontrasteras med den hotfulla omvärlden. Alla skurkar kommer utifrån och hotar lugnet och friden i den lilla staden. Laglydnaden är kompakt i Lillköping medan brottsligheten är nationell. Denna symboliseras i den första boken av att den första misstänka personen anlände med tåget utifrån, därefter av den svarta Volvo som Kalle får se parkerad utanför stadshotellet. Bara det faktum att bilen har stockholmsskyltar är misstänkt. I den andra boken har mördaren en flyktbil och även i den tredje boken är ljudet av en bilmotor det första tecknet på att något lurt är i görningen.

## Böcker
Den första boken, Mästerdetektiven Blomkvist, var Lindgrens bidrag till Rabén & Sjögrens tävling 1946 om bästa barndeckare och hon fick ett delat förstapris med Åke Holmbergs Skuggornas hus. I boken får familjen Lisander besök av en avlägsen släkting, den mystiske farbror Einar. Kalle tycker genast att det är något mystiskt över denne: han springer ute på nätterna, han äger en dyrk och han gömmer något uppe i den gamla slottsruinen. Det blir ännu mer mystiskt när två underliga typer dyker upp i staden och frågar efter Einar.
I den andra boken från 1951, Mästerdetektiven Blomkvist lever farligt, hittas gamla gubben Gren död. Han var ockrare och det verkar som om Eva-Lotta såg den person som mördade honom. Men mördaren går lös och vet att Eva-Lotta vet tillräckligt för att vara ett hot mot honom.
I den tredje och sista boken från 1953, Kalle Blomkvist och Rasmus, blir en ingenjör och dennes lille son kidnappad. Ingenjören har upptäckt en lättmetall som kan ha stor betydelse för vapenindustrin. Ute på en enslig ö kräver kidnapparna att få veta hemligheten. Även Eva-Lotta blir kidnappad och Anders och Kalle lyckas följa efter och ut på ön.

## Verk

### Böcker
- 1946 – Mästerdetektiven Blomkvist
- 1951 – Mästerdetektiven Blomkvist lever farligt
- 1953 – Kalle Blomkvist och Rasmus

### Filmer
- 1947 – Mästerdetektiven Blomkvist, regi: Rolf Husberg
- 1953 – Mästerdetektiven och Rasmus, regi: Rolf Husberg
- 1957 – Mästerdetektiven Blomkvist lever farligt, regi: Olle Hellbom
- 1966 – Mästerdetektiven Blomkvist på nya äventyr, regi: Etienne Glaser (TV-film) Bygger på Astrid Lindgrens pjäs Kalle Blomkvist, Nisse Nöjd och Vicke på Vind.[14]
- 1971 – Podezřelé prázdniny, tjeckoslovakisk TV-film efter boken Mästerdetektiven Blomkvist[15]
- 1976 – Prikljutjenija Kalle-systjika (Sovjetunionen)[16]
- 1990 – Ohrožené prázdniny, tjeckoslovakisk TV-serie i 3 delar, efter boken Mästerdetektiven Blomkvist lever farligt[17]
- 1996 – Kalle Blomkvist - Mästerdetektiven lever farligt, regi: Göran Carmback
- 1997 – Kalle Blomkvist och Rasmus, regi: Göran Carmback